# 希腊总理
希臘共和國總理（羅馬化：Pro̱thypourgós ti̱s Elli̱nikí̱s Di̱mokratías），俗稱希臘總理 （羅馬化：Pro̱thypourgós ti̱s Elládas）希臘共和國的政府首腦和內閣領導人。現任總理是基里亞科斯·米佐塔基斯，2019年7月8日就職。

## 外部連結
- 希臘總理的官方網站